# Deveso
Briom (Brión) é um município da Espanha na província
da Corunha,
comunidade autónoma da Galiza, de área 75 km² com população de 7087 habitantes (2007) e densidade populacional de 94,49 hab./km².
Deveso (cujo nome oficial é Santa Maria do Deveso, na ortografia castelanista: Santa María do Deveso) é uma paróquia galega do município de Pontes de Garcia Rodrigues, na província d'A Corunha, Galiza.
Segundo o IGE, em 2019 tinha 14 habitantes (10 homens e 4 mulheres) distribuídos em 21 entidades de povoação (entidades de poboaçom). Em 2014 tinha 19 habitantes.

## Entidades de povoação
Entidades que englobam: Lugares (sic), Povoados, Vilas e Aldeias.
Entidades de povoação (Entidades de Poboación (RAG) ou Entidades de Povoaçom (AGAL)) que fazem parte da paróquia:
- A Cabeceira
- Casal do Paio
- A Igreja (RAG: A Igrexa)
- Outeiro de Abaixo
- Rezemonde (RAG: Recemonde)
- Rego
- Jarel (Rag: Xarelo)
- Esvedral (RAG: Esbedral)
- Furnas (As Furnas)

## Os Despovoados
- Azureira (RAG: Azoreira)
- Localização de DevesoA Besta
- As Cabandelas
- As Cancelas
- A Cernada

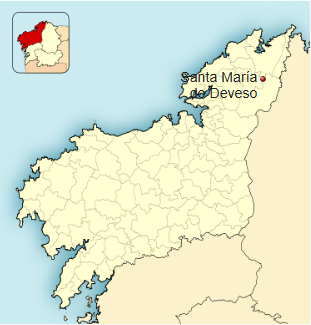
Localização de Deveso

- Chão dos Carneiros (original: Chao dos Carneiros; RAG: Chán dos Carneiros)
- Chão dos Pazes (Ou Chao dos Paces ou simplesmente O Chao)
- Outeiro de Acima
- Pereira
- Trambasmeras (significa Entre Ambas as Meras, o rio Mera)
- Vilarinho

## Demografia
| Gráfico de evolução de Deveso entre 2000 e 2019                                       |
|                                                                                       |
| Dados segundo o Nomenclátor, publicado pelo Instituto Nacional de Estatística, o INE. |